# The Rose (chanson)
Pour les articles homonymes, voir The Rose et Rose.
Singles de Bette Midler
When a Man Loves a Woman
(1980) My Mother's Eyes
(1990)
The Rose est une chanson écrite par Amanda McBroom et initialement enregistrée par Bette Midler pour le film The Rose, sorti en 1979. Dans ce film, dans lequel Bette Midler a eu son premier rôle principal, la chanson a été jouée pendant les crédits de fin.
Bette Midler a également sorti la chanson en single. Aux États-Unis, la chanson a atteint la 3e place sur le Billboard Hot 100.

## Distinctions
Au 37e cérémonie des Golden Globes (qui a eu lieu  le 26 janvier 1980), la chanson a remporté le Golden Globe de la meilleure chanson originale.
Un an plus tard, le 25 février 1981, Bette Midler a gagné pour cette chanson le Grammy de la meilleure chanteuse pop.
La chanson (dans la version du film de 1979 The Rose, chantée par Bette Midler) fut classée 83e dans la liste des « 100 plus grandes chansons du cinéma américain » selon l'American Film Institute (AFI).

## Reprises
De nombreux artistes ont repris la chanson. Plusieurs ont eu les honneurs des hit parades, comme le chanteur américain Conway Twitty, numéro 1 au palmarès country aux États-Unis en 1983, les groupes irlandais The Dubliners et Hothouse Flowers qui ont enregistrée la chanson ensemble en 1991, se classant 2e en Irlande, le chanteur anglais Michael Ball en 1995, la chanteuse britannique Heather Peace en 2000 ou le groupe irlandais Westlife en 2006 qui atteint le sommet du classement des ventes de singles au Royaume-Uni et en Irlande. 

## Classements hebdomadaires
| Classement (1980)                          | Meilleure position |
| ------------------------------------------ | ------------------ |
| Australie (Kent Music Report)              | 6                  |
| Canada (RPM 100 Singles)                   | 2                  |
| Canada (RPM Adult Contemporary)            | 1                  |
| États-Unis (Billboard Hot 100)             | 3                  |
| États-Unis (Hot Adult Contemporary Tracks) | 1                  |
| Nouvelle-Zélande (RMNZ)                    | 24                 |

| Classement (1983)              | Meilleure position |
| ------------------------------ | ------------------ |
| États-Unis (Hot Country Songs) | 1                  |

| Classement (1991) | Meilleure position |
| ----------------- | ------------------ |
| Irlande (IRMA)    | 2                  |

| Classement (1995)              | Meilleure position |
| ------------------------------ | ------------------ |
| Royaume-Uni (UK Singles Chart) | 42                 |

| Classement (2000)              | Meilleure position |
| ------------------------------ | ------------------ |
| Royaume-Uni (UK Singles Chart) | 58                 |

| Classement (2006)              | Meilleure position |
| ------------------------------ | ------------------ |
| Autriche (Ö3 Austria Top 40)   | 67                 |
| Écosse (OCC)                   | 1                  |
| Irlande (IRMA)                 | 1                  |
| Royaume-Uni (UK Singles Chart) | 1                  |
| Suède (Sverigetopplistan)      | 4                  |
| Suisse (Schweizer Hitparade)   | 85                 |

## Certifications
| Pays              | Certification | Unités certifiées |
| ----------------- | ------------- | ----------------- |
| États-Unis (RIAA) | Or            | 1 000 000         |
| Royaume-Uni (BPI) | Argent        | 200 000           |

| Pays              | Certification | Unités certifiées |
| ----------------- | ------------- | ----------------- |
| Royaume-Uni (BPI) | Argent        | 200 000           |